# 宝村 (愛知県)
宝村（たからむら）は、かつて愛知県海東郡にあった村。
現在のあま市七宝町の北部（七宝町安松・七宝町遠島・七宝町沖之島）に該当する。

## 歴史
- 1878年（明治11年） - 大切戸新田が分割され、遠島村と沖之島村に編入される。
- 1889年（明治22年）10月1日 - 町村制施行により、安松村、遠島村、沖ノ島村が発足。
- 1890年（明治23年）10月1日 - 安松村、遠島村、沖ノ島村が合併し、宝村が発足。
- 1906年（明治39年）7月1日 - 井和村、伊福村と合併し、七宝村が発足。同日宝村は廃止。